# Jastarnia
Jastarnia este un oraș în Polonia.